# Forunderligt at sige
Forunderligt at sige er en julesalme med tekst af N.F.S. Grundtvig og med melodi af Carl Nielsen.
Grundtvig gendigtede den i 1837 og 1845 på baggrund af H.A. Brorsons julesalme Mit Hjerte altid vanker fra 1732,
og Grundtvigs 2. og 3. strofe i den vanlige 3-strofede version overlapper i høj grad med to af Brorsons vers.

## Musik
Carl Nielsen skrev melodi til salmen omkring 1914, da hans hustru Anne Marie Carl-Nielsen var rejst til udlandet, og i et brev til hende skriver han om sangen:
| „ | Siden Du rejste har jeg skrevet tre Salmer, hvoraf de to hører til de allerbedste og den ene vidstnok den smukkeste jeg endnu har komponeret. Jeg er saa glad ved denne Melodi at jeg maa spille den af og til for mig selv; den er saa ligefrem at Du maaske ved at høre den første Gang vil synes, Du har kendt den helt fra Din spædeste Barndom af. Baade Melodien og dens Harmonier kom strax helt af sig selv. | “ |

Den anden "allerbedste" er sangen Naar jeg betænker Tid og Stund.
Organisten Paul Hellmuth lavede en del af harmoniseringen.
Således er det vurderet ud fra manuskripterne at Nielsen stod for harmoniseringen af de to første takter, Hellmuth for the seks næste og Nielsen for de fire sidste.

## Udgivelser og version
Brorsons tekst blev først udgivet i Nogle Jule-Psalmer, Gud til Ære og Christne-Siæle i sær siin elskelige Meenighed til Opmuntring til den forestaaende glædelige Jule-Fest eenfoldig og i Hast sammenskrevne i 1731.
I 1739 udgav han Troens Rare Klenodie hvor teksten også blev gengivet.
Nielsens komposition blev udgivet i 1919 i Salmer og aandelige Sange. Halvhundred nye Melodier for Hjem, Kirke og Skole.
Her finder man Forunderligt at sige på side 14 med 6 strofer under navnet "Brorson" og den er sat i as-dur.
Julesalmen er ikke med i Den Danske Salmebog, 2002-udgaven. Derimod er Brorsons oprindelige salme med som nummer 125.
Forunderligt at sige har været med i Højskolesangbogen fra den 13. udgave i 1939 til den 16. udgave i 1974.[kilde mangler]
I Edition Wilhelm Hansens Sangbogen finder man den i afsnittet "jul" og transponeret helt ned til f-dur.
Jenny Rebecca Rytting har begået en engelsk oversættelse af den 3-strofede version af digtet.
Hun lader første verselinje lyde "How wonderful to sing of".
Forunderligt at sige blev transmiteret 3 gange fra DR i Carl Nielsens livstid, — første gang den 23. december 1925.
Julesalmen er indspillet af Mathilde Bondo,
og af DR VokalEnsemblet i 2013 med dirigenten Jesper Nordin.
DR VokalEnsemblet opkaldte endda en af deres koncerter efter julesalmen.
Man finder også optagelse af et arrangement for blæsere med U.S. Marine Band and Slesvigske Musikkorps.
Jakob Knudsen parafraserer og låner Grundtvigs to første verselinjer i Bryllupssang med begyndelseslinjen Som Blomst til liden Tue.
De første fire linjer af tredje strofe hos Knudsen lyder:
Forunderligt at sige

Og sært at tænke paa —

Og var ej Kjærligheden,

Det lod sig ej forstaa!